# Piz Dora
Piz Dora är en bergstopp i Schweiz.   Den ligger i regionen Engiadina Bassa/Val Müstair och kantonen Graubünden, i den östra delen av landet, 220 km öster om huvudstaden Bern. Toppen på Piz Dora är 2 951 meter över havet, eller 791 meter över den omgivande terrängen. Bredden vid basen är 15,4 km.
Terrängen runt Piz Dora är varierad. Runt Piz Dora är det glesbefolkat, med 11 invånare per kvadratkilometer.. Närmaste större samhälle är Zernez, 19,3 km nordväst om Piz Dora. 
Trakten runt Piz Dora består i huvudsak av gräsmarker.